# Мато Могуш
Мато Могуш (Генералски Стол, 2. мај 1912 — Оточац, 1946) био је хрватски католички свештеник, присталица усташког покрета и геноцидне политике хрватске државе. Пред Окружним народним судом у Госпићу осуђен је на смрт стрељањем према оптужници:
1. Што је као усташки повереник за котар Удбину доласком усташа на власт организовао усташку милицију с којом је разоружавао бившу југослoвенску војску.
2. Што је као усташки повереник врло често заказивао и одржавао састанке са сеоским усташким повереницима.
3. Што је усташама издавао наређења за хапшење српског народа који је редовно после хапшења био убијан.
4. Што је пљачкао имовину српскога народа који је убијен од стране усташких разбојника.
5. Што је позивао и терао српски народ да се покатоличи.
6. Што је одржавао јавно и масовно састанке, позивајући хрватски народ да масовно приступа усташком покрету и да поведе борбу за истребљивање Срба у Хрватској.

Био је активни учесник и помагач у извођењу геноцида над Србима у селима Јошан и Висућ у околини Удбине у септембру и децембру 1942. када је поклано више од ‭420 Срба.
Са ослобађањем Удбине од стране устаника у децембру 1942. Могуш бежи са хрватским живљем у страху од казне за почињене покоље над Србима у котаревима Кореница и Удбина.
Један је од бројних злочинаца које Католичка црква у Хрватској покушава да рехабилитује са циљем ревизије историје и негирања геноцида над Србима.